# Zaglyptogastra gaullei
Zaglyptogastra gaullei är en stekelart som först beskrevs av Granger 1949.  Zaglyptogastra gaullei ingår i släktet Zaglyptogastra och familjen bracksteklar. Inga underarter finns listade i Catalogue of Life.